# Venturia meridionalis
Venturia meridionalis är en stekelart som först beskrevs av William Harris Ashmead 1894.  Venturia meridionalis ingår i släktet Venturia och familjen brokparasitsteklar. Inga underarter finns listade i Catalogue of Life.